# Radio Österåker
Radio Österåker, Österåkers Närradioförening,  är en sammanslutning av lokala föreningar i Österåkers kommun, vilka har tillstånd att sända närradio. Radio Österåker är en ideell förening.
Ordförande i styrelsen är Bernt Olander
Här kan man lyssna på program som Rock Off (50- & 60-talsmusik), Dansband & Annat Svenskt, Countrymusik, Real Country, barnprogram och jazzprogram. För ungdomar finns bland annat Äntligen Fredag.
Radiostationen har också återkommande direktsända program. På fredagseftermiddagarna kan man lyssna på Fredagsmagasinet.
Radio Österåker sänder på 103,7 och på internet.